# Verwaltungsgemeinschaft Zeitzer Land

Lage der VG im Burgenlandkreis

Die Verwaltungsgemeinschaft Zeitzer Land war eine Verwaltungsgemeinschaft im Burgenlandkreis im Süden des Bundeslandes Sachsen-Anhalt. Sitz der Verwaltungsgemeinschaft war Zeitz.
Die Gemeinde Deuben wechselte am 1. Juli 2007 in die Verwaltungsgemeinschaft Vier Berge-Teucherner Land. Am 1. Juli 2009 wurden die vormals eigenständigen Gemeinden Döbris, Geußnitz, Kayna, Nonnewitz und Würchwitz nach Zeitz eingemeindet.
Mit den Eingemeindungen von Luckenau und Theißen nach Zeitz wurde die Verwaltungsgemeinschaft am 1. Januar 2010 aufgelöst.
Auf einer Fläche von 87,16 km² lebten 32.863 Einwohner (31. Dezember 2008).

## Die ehemaligen Mitgliedsgemeinden mit ihren Ortsteilen
- Luckenau mit Streckau und Weidau
- Theißen
- Stadt Zeitz mit Bockwitz, Döbris, Geußnitz, Kayna, Lindenberg, Lobas, Loitsch, Mahlen, Nonnewitz, Roda, Steinbrüchen, Stockhausen, Suxdorf, Unterschwöditz, Wildenborn, Wildensee, Würchwitz und Zettweil

## Leiter der Verwaltungsgemeinschaft
- Dieter Kmietczyk (2007–2008)
- Dr. Ulf Altmann (2008)
- Reinhilde Beret (2008–2009, kommissarisch)
- Volkmar Kunze (2009)